# Prizzi's Honor
Prizzi's Honor (bra: A Honra do Poderoso Prizzi; prt: A Honra dos Padrinhos) é um filme estadunidense de 1985, do subgênero comédia dramática, dirigido por John Huston, baseado no livro homônimo de Richard Condon publicado em 1982.
Conta a história, em tons de humor negro, de uma família mafiosa contemporânea dos Estados Unidos.  
A trilha sonora, de Alex North, traz adaptações da música de Giacomo Puccini e Gioachino Rossini. 

## Sinopse
Charley Partanna é um gângster de confiança da tradicional família de mafiosos Prizzi, para quem trabalha como matador. Ele se apaixona por Irene Walker, que é uma matadora de aluguel contratada pela família  para eliminar um elemento interno que a teria lesado. A partir daí, as confusões acontecem.

## Elenco
- Jack Nicholson .... Charley Partanna
- Kathleen Turner .... Irene Walker
- Robert Loggia .... Eduardo Prizzi
- John Randolph .... Angelo 'Pop' Partanna
- William Hickey .... Don Corrado Prizzi
- Lee Richardson .... Dominic Prizzi
- Michael Lombard .... Filargi 'Finlay'
- Anjelica Huston .... Maerose Prizzi
- George Santopietro .... bombeiro
- Lawrence Tierney .... tenente Hanley
- CCH Pounder .... Peaches Altamont
- Ann Selepegno .... Amalia Prizzi
- Stanley Tucci .... soldado

## Principais prêmios e indicações
No total, Prizzi's Honor teve 45 indicações a prêmios, vencendo em 24 ocasiões.
| Prêmio                                   | Categoria                         | Recipiente                   | Resultado |
| ---------------------------------------- | --------------------------------- | ---------------------------- | --------- |
| Oscar da Academia 1986                   | Melhor Filme                      |                              | Indicado  |
| Oscar da Academia 1986                   | Melhor Diretor                    | John Huston                  | Indicado  |
| Oscar da Academia 1986                   | Melhor Ator Principal             | Jack Nicholson               | Indicado  |
| Oscar da Academia 1986                   | Melhor Ator Coadjuvante           | William Hickey               | Indicado  |
| Oscar da Academia 1986                   | Melhor Atriz Coadjuvante          | Anjelica Huston              | Venceu    |
| Oscar da Academia 1986                   | Melhor Roteiro Adaptado           | Janet Roach e Richard Condon | Indicado  |
| Oscar da Academia 1986                   | Melhor Edição                     | Rudi Fehr e Kaja Fehr        | Indicado  |
| Oscar da Academia 1986                   | Melhor Figurino                   | Donfeld                      | Indicado  |
| Golden Globe Awards 1986                 | Melhor Filme - Comédia ou Musical |                              | Venceu    |
| Golden Globe Awards 1986                 | Melhor Diretor                    | John Huston                  | Venceu    |
| Golden Globe Awards 1986                 | Melhor Ator - Comédia ou Musical  | Jack Nicholson               | Venceu    |
| Golden Globe Awards 1986                 | Melhor Atriz - Comédia ou Musical | Kathleen Turner              | Venceu    |
| Golden Globe Awards 1986                 | Melhor Atriz Coadjuvante          | Anjelica Huston              | Indicado  |
| Golden Globe Awards 1986                 | Melhor Roteiro                    | Janet Roach e Richard Condon | Indicado  |
| BAFTA 1986                               | Melhor Atriz Coadjuvante          | Anjelica Huston              | Indicado  |
| BAFTA 1986                               | Melhor Roteiro Adaptado           | Janet Roach e Richard Condon | Venceu    |
| New York Film Critics Circle Awards 1985 | Melhor Filme                      |                              | Venceu    |
| New York Film Critics Circle Awards 1985 | Melhor Diretor                    | John Huston                  | Venceu    |
| New York Film Critics Circle Awards 1985 | Melhor Ator Principal             | Jack Nicholson               | Venceu    |
| New York Film Critics Circle Awards 1985 | Melhor Atriz Principal            | Kathleen Turner              | Indicado  |
| New York Film Critics Circle Awards 1985 | Melhor Ator Coadjuvante           | William Hickey               | Indicado  |
| New York Film Critics Circle Awards 1985 | Melhor Atriz Coadjuvante          | Anjelica Huston              | Venceu    |
| New York Film Critics Circle Awards 1985 | Melhor Roteiro                    | Janet Roach e Richard Condon | Indicado  |